# غيل بيشوب
غيل بيشوب (بالإنجليزية: Gale Bishop)‏ مواليد 04 يونيو 1922 في سوماس - الوفاة 26 ديسمبر 2003، كان لاعب كرة سلة أمريكي. بدأ مسيرته الاحترافية في سنة 1944. حمل الرقم 11. بلغ طوله 6 قدم 3 بوصة (1.9 م). لعب مع غولدن ستايت ووريورز في الدوري الأمريكي لكرة السلة للمحترفين. اعتزل اللعب في 1949.

## روابط خارجية
- غيل بيشوب على موقع إن بي أي (الإنجليزية)
- غيل بيشوب على موقع سبورتس رفرنس (الإنجليزية)
- غيل بيشوب على موقع ريلجم (الإنجليزية)
- غيل بيشوب على موقع بروبوليرز (الإنجليزية)